# دير الجرنوس (قرية)
قرية دير الجرنوس هي إحدى القرى التابعة لمركز مغاغة بمحافظة المنيا في جمهورية مصر العربية. حسب إحصاءات سنة 2006، بلغ إجمالي السكان في دير الجرنوس 6504 نسمة، منهم 3271 رجلا و3233 امرأة.